# 芒特羅亞爾 (新澤西州)
芒特羅亞爾（英語：Mount Royal）是位於美國新澤西州格洛斯特縣的普查規定居民點。

## 人口
根據2020年美國人口普查的數據，芒特羅亞爾的面積為1.56平方千米，當中陸地面積為1.43平方千米，而水域面積為0.13平方千米。當地共有人口777人，而人口密度為每平方千米498.08人。